# Zoo de Milwaukee
Le zoo de Milwaukee ou Milwaukee County Zoo est un parc zoologique situé à Milwaukee dans le Wisconsin, États-Unis. Créé en 1892, le zoo déménage en 1961. Le zoo d'une superficie de 81 hectares abrite 2 275 animaux de 330 espèces différentes en janvier 2011. Le zoo de Milwaukee est connu pour les naissances de ses ours blancs et de ses siamangs.